# Kościół Najświętszej Marii Panny w Ostrowie Wielkopolskim
Kościół rzymskokatolicki pw. Najświętszej Marii Panny Królowej Polski i ewangelicko-augsburski im. Świętej Trójcy w Ostrowie Wielkopolskim, tzw. Mały Kościółek, umiejscowiony w Śródmieściu, przy ulicy Królowej Jadwigi. Najstarszy zachowany w całości budynek w mieście.

## Historia
Kamień węgielny pod budowę kościoła dla parafii ewangelickiej położono 12 sierpnia 1777 roku staraniem ostrowskich luteran oraz za zgodą (1776) i poparciem właściciela miasta, Michała Hieronima Radziwiłła, który to ofiarował także grunt i budulec. Budowę ukończono 13 czerwca 1778 roku, a konsekracja nastąpiła już 2 października tego samego roku. Do 1806 roku funkcjonował przykościelny cmentarz. W 1816 dokonano, dzięki wsparciu Antoniego Radziwiłła, pierwszego remontu. W 1855 roku wzniesiono nową, murowaną wieżę na miejscu poprzedniej, z 1819 roku. Na początku XX wieku parafia nosiła się z zamiarem rozebrania starego kościoła i budowy nowego, murowanego. W ostateczności skończyło się tylko na dobudowaniu nowej zakrystii. W roku 1945 Mały Kościółek otrzymał, po przekazaniu katolikom, wezwanie Najświętszej Marii Panny. W latach 1945–1959 kościół pełnił funkcję garnizonowego i należał do parafii św. Stanisława, niewiele później utworzono osobną parafię. W latach 50. i 60. zmodernizowano wnętrze (m.in. dokonano w ołtarzu zmian zgodnych z zaleceniami liturgii posoborowej), a w 1973 roku zmieniono hełm wieży z gotyckiego na barokowy. Od lat 90. w kościele ponownie odbywają się nabożeństwa ewangelickie.
Wraz z kościołem funkcjonowały:
- cmentarz przykościelny, do roku 1806,
- cmentarz otwarty w 1806 roku, zlikwidowany jako niemiecki w roku 1945 przez władze komunistyczne,
- cmentarz w dzielnicy Krępa, otwarty w 1911 roku, po wojnie zamieniony na komunalny, w latach 90. został odzyskany przez parafię ewangelicką i częściowo uporządkowany (choć wycięto też nielegalnie znaczną część drzew), w 2005 roku pochowano, podczas ekumenicznego nabożeństwa, szczątki ze zlikwidowanego drugiego cmentarza,
- pastorówka z 1829, obecnie katolickie probostwo,
- Dom Ewangelicki 1894, zrewaloryzowany w latach 90., obecnie poradnia psychologiczno-pedagogiczna.

Ponadto, na terenach parafii pobudowano w 1910 roku kamienicę, odebraną po II wojnie światowej, odzyskaną przez parafię w latach 90., obecnie Dom im. ks. dra Marcina Lutra i żony jego Katarzyny, z biurem parafialnym.

## Architektura
Kościół jednonawowy z wieżą. Nawa z zewnątrz drewniana, szachulcowa, z dwuspadowym dachem, krytym dachówką, wewnątrz murowana. Wieża neoromańska z wejściem z boku, z barokowym hełmem. 
Wyposażenie wnętrza utrzymane jest w stylu późnobarokowym. Na bokach nawy znajdują się, typowe dla kościołów ewangelickich z epoki, wsparte na drewnianych filarach, podwójne empory. Na elementach tych empor można znaleźć barokową ornamentykę (m.in. Mariogram), ażurową dekorację snycerską (Chrystogram). Chór wsparty jest na dwóch rzędach filarów. Świątynia przesklepiona jest drewnianym stropem z fasetą i kasetonami. Ołtarz, przesunięty w głąb prezbiterium, pochodzi z 1778 roku, wykonany z drewna, utrzymany jest w stylu barokowym. W jego wnętrzu znajduje się, wstawiona po 1945 roku w miejsce oryginalnego Chrystusa w Ogrójcu drewniana rzeźba Matki Boskiej. Na wyposażeniu kościoła znajduje się także barokowa chrzcielnica w kształcie anioła trzymającego czarę.